# ストック・エイトキン・ウォーターマン

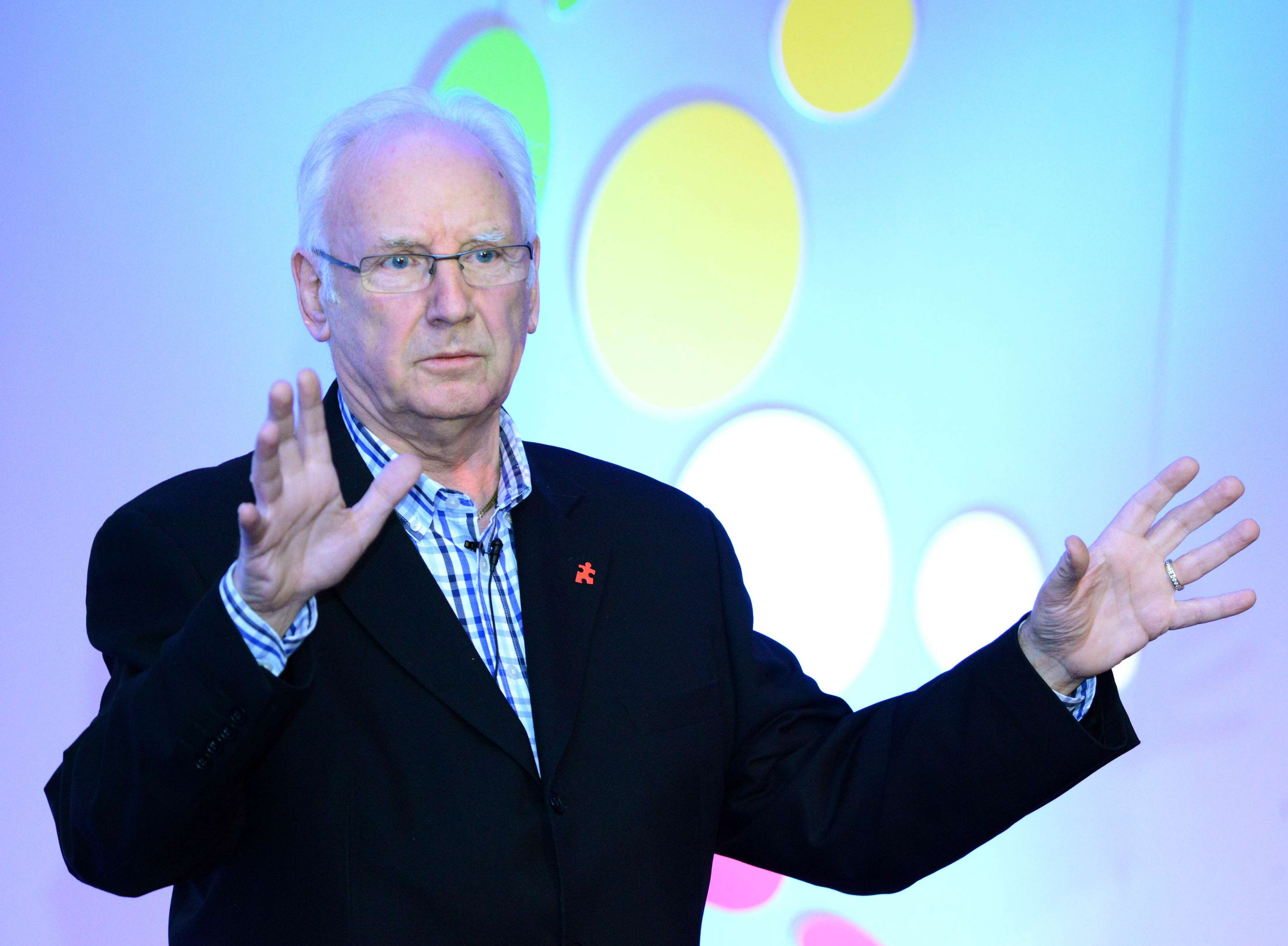
ピート・ウォーターマン

ストック・エイトキン・ウォーターマン (Stock Aitken Waterman) （頭文字を取ってSAWとも呼ばれる）は、イギリスの音楽プロデューサーチームである。1980年代に流行したハイ・エナジー、1985年以降に現れたユーロビートと呼ばれる音楽ジャンルを牽引した。SAWがプロデュースした楽曲は分かりやすく、各国で流行した。

## 概要
マイク・ストック (Mike Stock)、マット・エイトキン (Matt Aitken)、ピート・ウォーターマン (Pete Waterman) 三者によりソングライト・プロデュースを行い、プロモーション・プロダクション運営 (A Stock/Aitken/Waterman Production)・レコード会社経営 (PWL Records)、をピート・ウォーターマンが代表者とする80年代プロデューサー・チームである。音楽レーベルは、PWL (Pete Waterman Limited)レコードである。
2008年時点ではチームプロデュースは終了し、個々人でのプロデュース活動となっている。ピート・ウォーターマンはPWE(Pete Waterman Entertainment) 、マイク・ストックも単独でプロデュース活動をしている。
1980年代中期から1990年代初頭を中心にプロデュースした代表的なアーティストとして以下が挙げられる。カイリー・ミノーグ、リック・アストリー、バナナラマ、デッド・オア・アライヴ、ジェイソン・ドノヴァン、ソニア、シニータ、メル&キム、ディヴァイン、ヘイゼル・ディーン、プリンセス、オーチー・ブラウン、サマンサ・フォックス、マンディ（マンディ・スミス）、ドナ・サマー、ヘイウッド、ロニー・ゴードン、レイノルズ・ガールズ、パット＆ミック、ビッグ・ファン。バナナラマは「アイ・ハード・ア・ルーマー」をヒットさせた。
日本人歌手のプロデュースも手がけた。後に日本で芸能活動をはじめて知名度をあげたKakko（女優の鈴木杏樹）はそのひとり。
制作する音楽は、ポップなメロディーを取り入れ、打ち込みビートのリズムを使用、分かりやすいサビのあるHi-NRG、ユーロビートで、一聴してSAWの楽曲であると分かるようになっていた。

## 経歴

### 1980年代
1980年代中期の作品は「ハイエナジー・サウンド」と呼ばれるイギリス発祥のディスコ・ジャンルである。ハイエナジー・ブームの流れにのり、世界中でヒットした。この期に大ヒット作を次々に生み出し、プロデューサーチームとしての地位を築き上げた。
オリジナル曲だけではなく、過去のヒット作のリバイバルも手がけた。お手軽に作られたディスコ曲など、当時は過去のものとされていた古い楽曲を掘り起こして、80年代の同時代的アレンジの楽曲に生まれ変わらせヒット曲とした。バナナラマ「ヴィーナス」、キャロル・ヒッチコック「ゲット・レディー」テンプテーションズ、65年。スモーキー・ロビンソン作曲、パット＆ミックがカバーした「レッツ・オール・チャント」78年、マイケル・ゼイガー・バンド、リサ・カーター「恋の診断書」74年、キャロル・ダグラスなどがある。

### 日本レコード業界でのカバー
日本のレコード業界が、ユーロビートカバーバージョンを制作したなかで、SAWカバーの日本ものヒットも生まれた。

### 1990年代
1990年代末、ピート・ウォーターマンは、Topham/Twiggらと組みステップス、ストック&エイトキンはSCOOCH（スクーチ）、2007年には再びリユニオンしたストック&ウォーターマンでThe Sheilasをプロデュースしている。

### 2000年代
2000年代後半頃以降は、マイク・ストック＆ピート・ウォーターマン (Stock＆Waterman) でリユニオンした楽曲提供が増えている。
ユーロビジョン・ソング・コンテスト2010で、プロデュースした新人歌手Josh Dubovieの「That Sounds Good To Me」という曲で参加し、演奏後の一般投票では最も票を集めたが、「審査自体は10点で脱落」する。

### 現在
ピート・ハモンドは2010年頃より再び多くの歌手のリミックスを精力的に行っており、最近ではカイリー・ミノーグの楽曲を数曲リミックスしている。
また同時期より、PWLのファンでオーストラリアの歌手・プロデューサーである、ピーター・ウイルソン (Peter Wilson) は、PWL (SAW) メンバーからのソングライトを受けたり、共作を行い、リミックスは主にハモンドや、PWLのファンでオランダの新しいリミキサーであるマット・ポップ (Matt Pop) によって、多数の自身の楽曲をリリースし、他の歌手へも楽曲提供している。これらは音楽配信されている。